# Chris O'Donnell
Christopher Eugene O'Donnell (sinh ngày 26/6/1970) là nam diễn viên, cựu người mẫu người Mỹ. Ông từng thủ các vai như Charlie Sims trong Scent of a Woman, Chris Reece trong School Ties, D'Artagnan trong The Three Musketeers, Jack Foley trong Circle of Friends, Dick Grayson/Robin trong Batman Forever và Batman and Robin. Trong loạt phim truyền hình tội phạm NCIS: Los Angeles (đài CBS), O'Donnell vào vai đặc vụ G. Callen.

## Thời thơ ấu
O'Donnell sinh ra tại Winnetka, Illinois, là con út trong một gia đình gốc Đức và Ireland có bảy anh chị em. Cha ông là William Charles O'Donnell, Sr., giám đốc đài phát thanh WBBM-AM có trụ sở ở Illinois, mẹ ông là Julie Ann Rohs von Brecht. Trên O'Donnell có bốn chị gái và hai anh trai. Từ nhỏ, ông được nuôi dạy trong môi trường Công giáo và theo học trường đạo. O'Donnell từng học Đại học Boston và tốt nghiệp bằng Cử nhân Khoa học chuyên ngành kinh doanh năm 1992.

## Đời tư
O'Donnell kết hôn với một người phụ nữ tên Caroline Fentress vào tháng 4 năm 1997, tại nhà thờ St. Patrick Washington, D.C. Cặp đôi sinh được năm người con.

## Danh sách phim

### Điện ảnh
| Năm  | Tên                                                         | Vai                      | Ct                                                  |
| ---- | ----------------------------------------------------------- | ------------------------ | --------------------------------------------------- |
| 1990 | Men Don't Leave                                             | Chris Macauley           |                                                     |
| 1991 | Fried Green Tomatoes                                        | Buddy Threadgoode        |                                                     |
| 1992 | School Ties                                                 | Chris Reece              |                                                     |
| 1992 | Scent of a Woman                                            | Charlie Simms            | Đề cử – Giải Quả cầu vàng cho Nam phụ xuất sắc nhất |
| 1993 | The Three Musketeers                                        | D'Artagnan               |                                                     |
| 1994 | Blue Sky                                                    | Glenn Johnson            |                                                     |
| 1995 | Circle of Friends                                           | Jack Foley               |                                                     |
| 1995 | Mad Love                                                    | Matt Leland              |                                                     |
| 1995 | Batman Forever                                              | Dick Grayson/Robin       |                                                     |
| 1996 | The Chamber                                                 | Adam Hall                |                                                     |
| 1996 | In Love and War                                             | Ernest "Ernie" Hemingway |                                                     |
| 1997 | Batman & Robin                                              | Dick Grayson/Robin       |                                                     |
| 1999 | Cookie's Fortune                                            | Jason Brown              |                                                     |
| 1999 | The Bachelor                                                | Jimmie Shannon           |                                                     |
| 2000 | Vertical Limit                                              | Peter Garrett            |                                                     |
| 2001 | Mickey's Magical Christmas: Snowed in at the House of Mouse | Pongo                    |                                                     |
| 2002 | 29 Palms                                                    | The Hitman               |                                                     |
| 2004 | Kinsey                                                      | Wardell Pomeroy          |                                                     |
| 2005 | The Sisters                                                 | David Turzin             |                                                     |
| 2008 | Kit Kittredge: An American Girl                             | Jack Kittredge           |                                                     |
| 2008 | Max Payne                                                   | Jason Colvin             |                                                     |
| 2010 | Cats & Dogs: The Revenge of Kitty Galore                    | Shane                    |                                                     |
| 2010 | A Little Help                                               | Bob Pehlke               |                                                     |
| 2016 | PG                                                          | Max                      | Phim ngắn                                           |